# Deltoclita bioculata
Deltoclita bioculata là một loài nhện trong họ Thomisidae.
Loài này thuộc chi Deltoclita. Deltoclita bioculata được Cândido Firmino de Mello-Leitão miêu tả năm 1929.